# Hermleigh
Hermleigh és una concentració de població designada pel cens dels Estats Units a l'estat de Texas. Segons el cens del 2000 tenia 393 habitants.

## Demografia
Segons el cens del 2000, Hermleigh tenia 393 habitants, 151 habitatges, i 104 famílies. La densitat de població era de 16,7 habitants/km².
Dels 151 habitatges en un 33,1% hi vivien nens de menys de 18 anys, en un 58,3% hi vivien parelles casades, en un 8,6% dones solteres, i en un 31,1% no eren unitats familiars. En el 28,5% dels habitatges hi vivien persones soles el 15,2% de les quals corresponia a persones de 65 anys o més que vivien soles. El nombre mitjà de persones vivint en cada habitatge era de 2,6 i el nombre mitjà de persones que vivien en cada família era de 3,24.
Per edats la població es repartia de la següent manera: un 28,2% tenia menys de 18 anys, un 12,2% entre 18 i 24, un 23,4% entre 25 i 44, un 20,9% de 45 a 60 i un 15,3% 65 anys o més.
L'edat mediana era de 36 anys. Per cada 100 dones de 18 o més anys hi havia 95,8 homes.
La renda mediana per habitatge era de 26.111 $ i la renda mediana per família de 30.417 $. Els homes tenien una renda mediana de 27.222 $ mentre que les dones 21.000 $. La renda per capita de la població era d'11.843 $. Aproximadament el 13,1% de les famílies i el 23,4% de la població estaven per davall del llindar de pobresa.

## Poblacions més properes
El següent diagrama mostra les poblacions més properes.